# State of Independence
Singles de Jon & Vangelis
The Friends of Mr. Cairo
(1981) I'll Find My Way Home
(1981)
State of Independence est une chanson de Jon and Vangelis, parue sur l'album The Friends of Mr. Cairo et sortie en single le 7 août 1981 chez Polydor. Elle est écrite et interprétée par Jon Anderson sur une musique composée par Vangelis.
La chanson rencontre plus de succès lorsque Donna Summer enregistre une reprise de State of Independence, sortie un an plus tard, en 1982. 
La version de Jon and Vangelis est rééditée en 1984 et atteint la 42e place du UK Singles Chart au Royaume-Uni la même année.

## Crédits
- Vangelis – claviers, synthétiseurs, composition
- Jon Anderson – chant, paroles
- Dick Morrissey – saxophone

## Version de Donna Summer
Singles de Donna Summer
Love Is in Control (Finger on the Trigger)
(1982) The Woman in Me
(1982)
La chanteuse américaine Donna Summer enregistre une reprise de State of Independence pour son album Donna Summer de 1982, produit par Quincy Jones. Sa reprise de la chanson est sortie en octobre 1982 en tant que deuxième single de l'album, à la suite de son succès Love Is in Control (Finger on the Trigger) (en). 
La version de Donna Summer présente notamment une chorale composée de Lionel Richie, Dionne Warwick, Michael Jackson, Brenda Russell, Christopher Cross, Dyan Cannon, James Ingram, Kenny Loggins, Peggy Lipton, Patti Austin, Michael McDonald et Stevie Wonder.

### Réception
Aux États-Unis, elle s'est classée à la 41e place du Billboard Hot 100. Elle s'est mieux classée en Australie et en Europe, notamment au Royaume-Uni (14e place au UK Singles Chart) et en restant une semaine à la première place du Top 40 néerlandais, ce qui en fait le deuxième titre de Summer à figurer en tête du classement aux Pays-Bas.
Le single a été réédité en Europe en 1990 à la suite de la sortie de l'album compilation The Best of Donna Summer.

### Liste des titres
| A. | State of Independence      | 4:27 |
| B. | Love Is Just a Breath Away | 3:55 |

### Crédits
- Donna Summer – chant
- Greg Phillinganes – synthétiseurs
- David Paich – synthétiseurs
- Louis Johnson – guitare basse
- Leon "Ndugu" Chancler – batterie
- Paulinho da Costa – percussion
- Ernie Watts – saxophone ténor
- Steve Porcaro – programmation de synthétiseur
- Don Dorsey – Synclavier II, programmation de synthétiseur
- Michael Boddicker – programmation de synthétiseur, programmation de batterie
- Bill Champlin – chœurs
- Steve George – chœurs
- Richard Page – chœurs
- Pamela Quinlan - chœurs

Chorale « All-Star »
- Dara Lynn Bernard, Dyan Cannon, Christopher Cross, James Ingram, Michael Jackson, Peggy Lipton Jones, Quincy Jones, Kenny Loggins, Michael McDonald, Lionel Richie, Brenda Russell, Donna Summer, Dionne Warwick et Stevie Wonder

Arrangements
- Quincy Jones – arrangements rythmiques, arrangements vocaux, arrangements de synthétiseur
- Rod Temperton – arrangements rythmiques, arrangements vocaux
- David Paich – arrangements rythmiques
- Greg Mathieson – arrangements de synthétiseur

Crédits adaptés du livret de l'album Donna Summer.

## Classements
| Classement (1982–83)                   | Meilleure position |
| -------------------------------------- | ------------------ |
| Australie (Kent Music Report)          | 10                 |
| Belgique (Flandre Ultratop 50 Singles) | 4                  |
| Espagne (Los 40 Principales)           | 26                 |
| États-Unis (Hot 100)                   | 41                 |
| États-Unis (Hot Black Singles)         | 31                 |
| Irlande (IRMA)                         | 10                 |
| Pays-Bas (Nederlandse Top 40)          | 1                  |
| Pays-Bas (Nationale Hitparade)         | 3                  |
| Royaume-Uni (UK Singles Chart)         | 14                 |

| Classement (1982)              | Position |
| ------------------------------ | -------- |
| Belgique (Flandre Ultratop 50) | 73       |
| Pays-Bas (Nederlandse Top 40)  | 38       |
| Pays-Bas (Nationale Hitparade) | 31       |